# Rattus simalurensis
Rattus simalurensis är en däggdjursart som först beskrevs av Miller 1903.  Rattus simalurensis ingår i släktet råttor, och familjen råttdjur. IUCN kategoriserar arten globalt som starkt hotad. Inga underarter finns listade i Catalogue of Life.
Denna råtta förekommer på ön Simalur som ligger väster om norra Sumatra samt på mindre öar i närheten. Den vistas troligen i skogar.